# كرتون نتورك: بلوك بارتي
كرتون نتورك: بلوك بارتي(بالإنجليزية: Cartoon Network: block party)‏
هي لعبة فيديو قامت شركة ماجيسكو إنترتنمنت بتطويرها ونشرها. أطلقت اللعبة في الولايات المتحدة الأمريكية
في 5/8/2004 وفي أوربا في 15/9/2004. أبطال اللعبة هم شخصيات من برامج كرتون نتورك مثل
جوني برافو وإد إد وإدي وكوردج الجبان والبقر والدجاج.